# Sankt Helenas flagga
Sankt Helenas flagga antogs den 4 oktober 1984 för Sankt Helena. Den har Union Jack i övre vänstra hörnet och Sankt Helenas vapensköld mitt på högra delen. Vapenskölden innehåller en Sankthelenapipare samt ett segelfartyg med georgskors som lägger till vid en klippig strand.